# Cape Town Spurs Football Club
Maillots
Actualités
Le Cape Town Spurs Football Club, auparavant connu sous le nom de Ajax Cape Town Football Club de 1999 à 2020, est un club de football sud-africain basé à Parow un faubourg situé en banlieue nord de la ville du Cap. Le club joue en National First Division la deuxième division sud-africaine.

## Histoire

### Les débuts
Le Cape Town Spurs Football Club est fondé le 11 janvier 1970, le club joue en Federation Professional League (en), une ligue créée en 1969 réservée aux Noirs et aux Indiens. Dès la première saison, le club remporte son premier titre de champion de FPL, six autres titres suivront en 1971, 1973, 1974, 1976, 1979 et 1981. En 1985, le club est reversé en National Soccer League, il remportera le titre de champion de NSL en 1995. La ligue sera ensuite arrêtée pour faire place à partir de la saison 1996-1997 à la Premier Soccer League. Le Cape Town Spurs terminera à la 8e place de la saison inaugurale de PSL. La saison suivante le club sera quatrième (sa meilleure place sous le nom Cape Town Spurs) et la saison 1998-1999 il terminera à la 13e place.
À la fin de la saison 1998-1999, les clubs de Seven Stars Football Club et Cape Town Spurs fusionnent pour créer l'Ajax Cape Town FC, en collaboration avec l'Ajax Amsterdam. La fusion a eu lieu après que le président et propriétaire de Seven Stars, Rob Moore s'était rendu aux Pays-Bas pour conclure le transfert de l'attaquant vedette Benni McCarthy. Lors de la réunion de transfert, l'Ajax Amsterdam a mentionné qu'il souhaitait créer une académie de développement du football en Afrique du Sud. De retour chez lui, Moore a pris contact avec le président des Cape Town Spurs, John Comitis, et l'a invité à rejoindre cette nouvelle entreprise. Les deux présidents ont accepté et ainsi, en octobre 1999, l'Ajax Cape Town a été créé à partir de la fusion des deux clubs et avec l'apport technique de l'Ajax Amsterdam. Le nouveau club a adopté l'écusson et la tenue du club néerlandais.

### Ajax Cape Town FC

Logo d'Ajax Cape Town

Le premier match sous le nouveau nom a lieu le 17 juillet 1999, contre Kaizer Chiefs, avec une victoire 1 à 0. Le club terminera sa première saison à la quatrième place et se qualifie pour la Coupe de la CAF 2001 où il atteindra les quarts de finale.
Lors de la saison 2003-2004, l'Ajax Cape Town terminera vice-champion et se qualifie pour la phase de groupe de la Ligue des champions de la CAF 2005, mais terminera dernier du groupe.
Lors de la saison 2006-2007, le club termine à la 4e place et gagnera son premier titre en gagnant la Coupe d'Afrique du Sud. La saison suivante le club sera pour la deuxième fois vice-champion.
Le club sera une troisième fois vice-champion, lors de la saison 2010-2011 où il rate le titre lors de la dernière journée, en faisant match nul 2 à 2 contre Maritzburg United, se faisant dépasser par Orlando Pirates à la différence de buts.
En 2015, Ajax Cape Town sera finaliste de la Coupe d'Afrique du Sud, perdant aux tirs au but contre le champion Mamelodi Sundowns, le club sera qualifié pour la Coupe de la confédération 2016 où il sera éliminé au premier tour.
Plusieurs joueurs seront transférés vers l'Ajax Amsterdam, comme Steven Pienaar en 2001, Daylon Claasen (en) en 2009, Eyong Enoh en 2008 et Thulani Serero en 2011.
En 2017-2018, l'Ajax Cape Town termine à la dernière place et sera relégué en deuxième division.
Lors de sa première saison en deuxième division, le club rate de peu les barrages de promotion, avec une différence de un but, le club ne terminera qu'à la quatrième place.
En 2019-2020, le club termine à la deuxième place de la deuxième division, mais sera battu contre Black Leopards 2 à 0 lors des barrages de montée. N'ayant pas réussi à monter en première division, l'Ajax Amsterdam, arrête la collaboration et se retire. le club se renomme Cape Town Spurs Football Club.

### Cape Town Spurs FC
La première saison après avoir retrouvé son nom d'origine aurait mal pu se terminer, Cape Town Spurs termine à la dernière place de non relégable. La saison suivante, en 2021-2022, le club sera de nouveau à la même place.

## Stades
Le stade d'origine du club est l'Athlone Stadium, un stade de 34 000 places construit en 1972. 
Lors de la période de l'Ajax Cape Town, est également utilisé le Newlands Stadium, un stade de 51 900 places, construit en 1888 et qui est essentiellement un stade de rugby, le stade était partagé avec les clubs Santos et Vasco da Gama, ainsi que les équipes de rugby Stormers et Western Province.
Le club utilise également le Green Point Stadium de 18 000 places jusqu'à sa démolition en 2007 pour faire place au nouveau Cape Town Stadium d'une capacité de 55 000 places, construit pour la Coupe du monde de football 2010. Le nouveau stade a été achevé en 2009 et l'Ajax Cape Town dispute ses matchs à domicile au Cape Town Stadium depuis le début de la saison 2010-2011.
Le 23 janvier 2010, le stade est officiellement ouvert avec un match de derby du Cap entre l'Ajax Cape Town FC et Santos devant 20 000 spectateurs.
Lorsque le club redevient le Cape Town Spurs il retourne à l'Athlone Stadium et joue certains matchs au Parow Park Stadium.

## Palmarès
| Compétitions nationales | Compétitions internationales |
| - Championnat d'Afrique du Sud (1) - Champion : 1995 - Vice-champion : 2004, 2008 et 2011 - Coupe d'Afrique du Sud (2) - Vainqueur : 1995 et 2007 - Finaliste : 2003 et 2015 - Coupe de la Ligue (2) - Vainqueur : 2000 et 2008 - Finaliste : 2006 et 2009 - MTN 8 (en) (1) - Vainqueur : 2015 | - Vierge                     |

## Grands joueurs d'hier
- John Obi Mikel -  Nigeria
- Eyong Enoh -  Cameroun
- Steven Pienaar -  Afrique du Sud
- Benedict McCarthy  -  Afrique du Sud
- Shaun Bartlett  -  Afrique du Sud
- Thembinkosi Fanteni  -  Afrique du Sud
- Quinton Jacobs -  Namibie
- Moeneeb Josephs  -  Afrique du Sud
- Calvin Marlin  -  Afrique du Sud
- Bryce Moon  -  Afrique du Sud
- Tshiolola Tshinyama -  République démocratique du Congo
- Cyrille Mubiala Kitambala -  République démocratique du Congo
- Anthony Baffoe -  Ghana
- Thierry Mouyouma - Gabon